# Arrondissement de Birnbaum

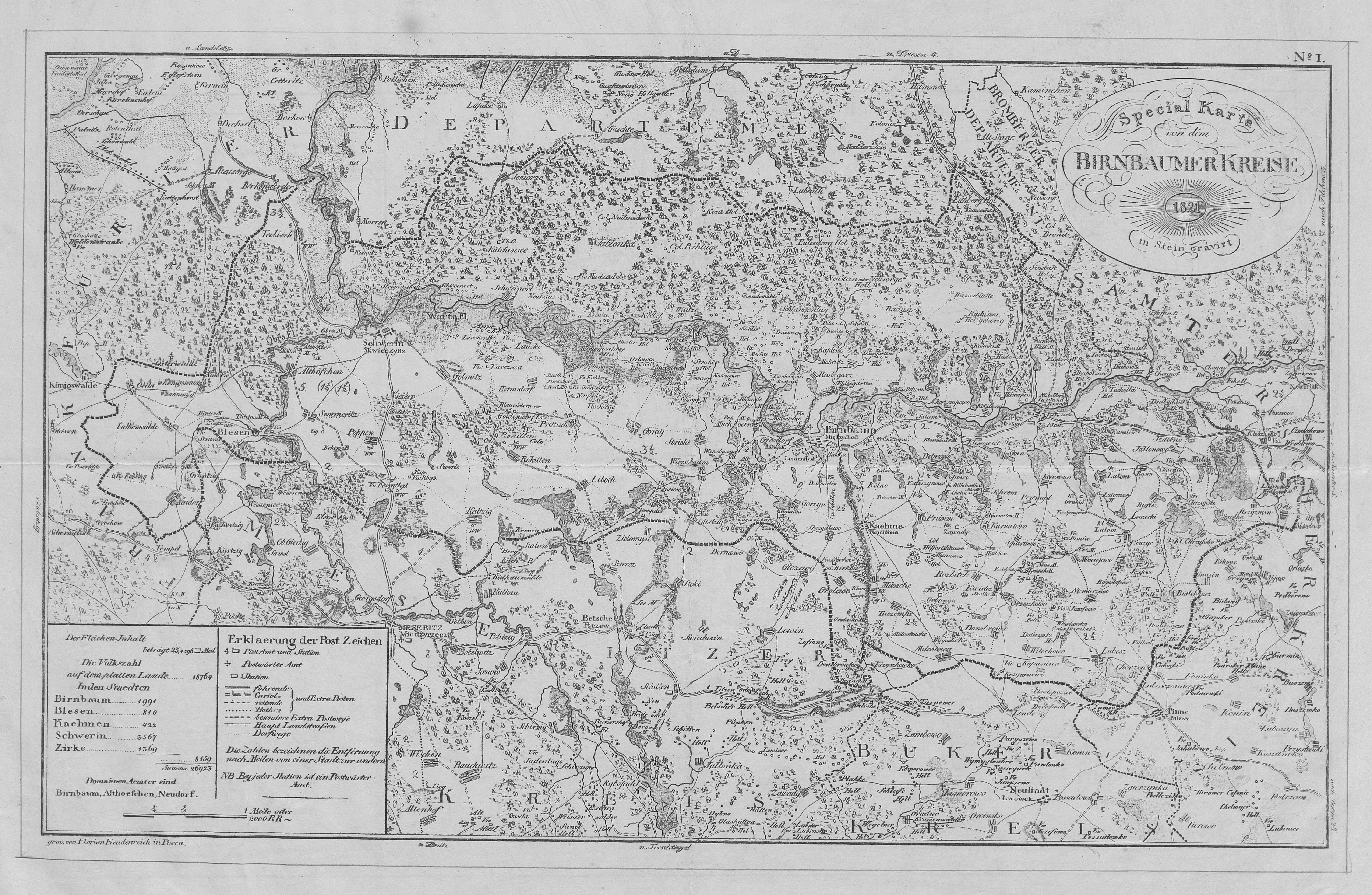
L'arrondissement de Birnbaum aux limites de 1818 à 1987

Pour les articles homonymes, voir Birnbaum.
L'arrondissement de Birnbaum est un arrondissement situé au nord-ouest de la province prussienne de Posnanie existant de 1818 à 1920. Le siège de l'arrondissement est Birnbaum. L'ancienne territoire de l'arrondissement appartient maintenant à la voïvodie polonaise Grande-Pologne.

## Superficie
L'arrondissement de Birnbaum a une superficie de 1293 km² jusqu'à la division de 1887, puis de 642 km².

## Histoire
Après la troisième partage de la Pologne de 1793 à 1807, le territoire autour de la ville de Birnbaum fait partie de l'arrondissement de Meseritz dans la province prussienne de Prusse-Méridionale. Après la paix de Tilsit en 1807, le territoire est rattaché au duché de Varsovie, puis à nouveau au royaume de Prusse après le congrès de Vienne le 15 mai 1815.
Au cours des réformes administratives prussiennes, l'arrondissement de Birnbaum est créé le 1er janvier 1818 à partir de la partie nord de l'ancien arrondissement de Meseritz. Le siège de l'arrondissement devient Chalin, puis  Zirke à partir du 1er juin 1833 et enfin Birnbaum à partir de 1867.
Le 1er octobre 1887, le nouveau arrondissement de Schwerin-sur-la-Warthe est formé à partir de la partie ouest de l'arrondissement de Birnbaum avec la ville et le district de police de Schwerin-sur-la-Warthe, la ville de Blesen et une partie du district de police de Birnbaum.
Le 27 décembre 1918, l'insurrection de Grande-Pologne, menée par la majorité de la population polonaise contre la domination allemande, débute dans la province de Posnanie et, à l'exception du tiers nord-ouest du territoire de l'arrondissement, y compris le chef-lieu d'arrondissement Birnbaum, la majeure partie de l'arrondissement est sous contrôle polonais en janvier 1919.
Le 16 février 1919, un armistice met fin aux combats entre la Pologne et l'Allemagne et, le 28 juin 1919, le gouvernement allemand cède officiellement l'arrondissement de Birnbaum à la Pologne nouvellement fondée en signant le traité de Versailles. L'Allemagne et la Pologne concluent le 25 novembre 1919 un accord sur l'évacuation et la remise des territoires à céder, qui est ratifié le 10 janvier 1920. L'évacuation du territoire de l'arrondissement resté sous contrôle allemand, y compris le chef-lieu de l'arrondissement Birnbaum, et la remise à la Pologne ont lieu entre le 17 janvier et le 4 février 1920.

## Évolution de la démographie
| Année | Habitants | Source |
| ----- | --------- | ------ |
| 1818  | 25 936    | [ 1 ]  |
| 1846  | 41 441    | [ 2 ]  |
| 1871  | 47 449    | [ 3 ]  |
|       |           |        |
| 1900  | 27 586    | [ 4 ]  |
| 1905  | 27 566    |        |
| 1910  | 28 887    | [ 4 ]  |

En 1905, 51 % des habitants sont polonais et 49 % allemands. Une partie des habitants allemands quitte la région après 1920.

## Politique

### Administrateurs de l'arrondissement
- 1820–183400Wilhelm Friedrich von Kurnatowski (de)
- 1834–184900Ferdinand von dem Brincken
- 1849–185000Julius Hermann Besser (de)
- 1850–185900Eduard von Suchodolski (de)
- 1859–187500Greulich
- 1876–188700Carl Otto von Kalckreuth (de)
- 1887–190300Kurt von Willich (de)
- 1904–192000August von Rospatt (de)

### Élections
L'arrondissement de Birnbaum fait partie, avec les arrondissements d'Obornik, de Samter et de Schwerin an der Warthe, de la 2e circonscription du district de Posen. La circonscription est remportée par les candidats suivants lors des élections au Reichstag entre 1871 et 1912 :
- 1871 00 Ludwig von Rönne (de), parti national-libéral
- 1874 00 Ludwig Zietkiewicz (de), parti polonais
- 1877 00 Stephan von Kwilecki (de), parti polonais
- 1878 00 Stephan von Kwilecki, parti polonais
- 1881 00 Stephan von Kwilecki, parti polonais
- 1884 00 Stephan von Kwilecki, parti polonais
- 1887 00 Hektor von Kwilecki (de), parti polonais
- 1890 00 Hektor von Kwilecki, parti polonais
- 1893 00 Hektor von Kwilecki, parti polonais
- 1898 00 Hektor von Kwilecki, parti polonais
- 1903 00 Mathias von Brudzewo-Mielzynski (de), parti polonais
- 1907 00 Mathias von Brudzewo-Mielzynski, parti polonais
- 1912 00 Mathias von Brudzewo-Mielzynski, parti polonais

## Constitution communale
Au 1er janvier 1908, les deux villes de Birnbaum et Zirke font partie de l'arrondissement de Birnbaum. Les 60 communes et les 34 districts de domaine sont regroupés en districts de police.

## Communes
Au début du XXe siècle, les communes suivantes font partie de l'arrondissement :
| - Alt Görtzig - Alt Merine - Alt Zattum - Bialokosch Hauland - Bielsko - Birnbaum, ville - Bucharzewo - Bukowce - Chorzempowo - Chorzewo - Daleschinko - Dombrowo - Driewcen - Eichberg Hauland - Eulenberg - Gora | - Grabitz - Groß Chrzypsko - Groß Lenschetz - Groß Luttom - Izdebno - Jaroschewo - Kähme - Kapline - Katschlin - Klein Bialokosch - Klein Chrzypsko - Klein Lenschetz - Kobylarnia - Kubowo - Kurnatowitze - Kwiltsch | - Lubosch - Lutomek - Mechnatsch - Milostowo - Mokritz - Moschiejewo - Muchocin Hauland - Mylin - Neu Merine - Neu Zattum - Neustein - Niemierschewo - Orle - Orzeschkowo - Popowo - Pruschim | - Przemischel - Radegosch - Radusch - Rozbitek - Ryzin - Schrimm - Skrzydlewo - Strzyzmin - Thiergarten - Tucholle - Tutschempe - Upartowo - Urbanowko - Viktorowo - Zirke, ville |

Les communes de Großdorf et Lindenstadt sont rattachées à la ville de Birnbaum le 1er mars 1905.

## Personnalités
- Hermann Tietz (de) (1837-1907), marchand allemand et fondateur de Hertie (de)
- Leonhard Tietz (1849-1914), marchand allemand
- Lesser Ury (1861-1931), peintre et graphiste allemand
- Georg-Christoph von Unruh (1913-2019), juriste allemand